# Ctenobrycon spilurus
Ctenobrycon spilurus és una espècie de peix de la família dels caràcids i de l'ordre dels caraciformes.

## Morfologia
- Els mascles poden assolir 8 cm de llargària total.[3]

## Reproducció
La femella pon al voltant de 2.000 ous, els quals es desclouen al cap de 50-70 hores.

## Alimentació
Menja principalment zooplàncton i, secundàriament, plantes, cucs, insectes i crustacis.

## Hàbitat
Viu en zones de clima tropical entre 23 °C - 27 °C de temperatura.

## Distribució geogràfica
Es troba a Sud-amèrica: conca del riu Orinoco i conques fluvials costaneres de la Guaiana Francesa, Surinam i Guaiana.